# Pico Guirigay
El Pico Guirigay (8°56′56″N 70°33′24″O / 8.948921, -70.556602) es una formación de montaña ubicada en el extremo norte de la Sierra de Santo Domingo perteneciente al Estado Trujillo, Venezuela. A una altitud de 3.870 m s. n. m. el Pico Guirigay es la segunda formación de montaña más alta de Trujillo y una de las montañas más altas en Venezuela. El Pico Guirigay constituye la continuación sur del Monumento Natural Teta de Niquitao-Guirigay y se asienta en el punto donde se limitan tres estados: Barinas, Mérida y Trujillo.

## Ascenso
El ascenso al Pico Guirigay se inicia en la vecindad del poblado andino «Las Mesitas» al cual se llega por un camino pavimentado desde Boconó o desde Niquitao. Desde Las Mesitas se toma un camino de montaña para vehículo todoterreno por varios caseríos campestres y sembradíos agrícolas hasta alcanzar aproximadamente los 3.500 m s. n. m. El camino a la cima del Pico Guirigay no es sencillo de encontrar, además que es frecuente que en lo alto de la montaña se cubra de neblina. Para quienes no sean buenos con orientación de montaña usan guías locales. El camino está decorado por páramos andinos y lagunas de agua glaciar, incluyendo Laguna Larga, que suele usarse como campamento base, Laguna Azul y Laguna Paria.